# Parafia Wniebowzięcia Najświętszej Maryi Panny w Koronowie
Parafia Wniebowzięcia Najświętszej Maryi Panny w Koronowie – rzymskokatolicka parafia w Koronowie.
Do parafii należą wierni z  miejscowości: Bieskowo, Iwickowo, Janowo, Lipie, Lipinki, Młynkowo, Nowy Dwór, Okole, Pieczyska, Romanowo, Różanna, Samociążek, Srebrnica, Stary Dwór, Stopka, Tuszyny, Tylna Góra, Wilczegardło. Tereny te znajdują się w gminie Koronowo, w powiecie bydgoskim, w województwie kujawsko-pomorskim.